# Reinaldo (ur. 1979)
Reinaldo da Cruz Oliveira (ur. 14 marca 1979) – brazylijski piłkarz występujący na pozycji napastnika.

## Kariera klubowa
Od 1999 roku występował w klubach CR Flamengo, Paris Saint-Germain, São Paulo, Kashiwa Reysol, Santos FC, Ittihad FC, JEF United Chiba, Botafogo, Suwon Samsung Bluewings, Figueirense, EC Bahia, Guangdong Sunray Cave, Paraná Clube, Metropolitano, Luverdense, Internacional Santa Maria, Goa, Boavista i Brasiliense.